# 黑痣凤凰螺
黑痣凤凰螺（学名：Strombus variabilis），是中腹足目凤凰螺科凤凰螺属的一种。其种加词“variabilis”意为“变化的”。主要分布于印度尼西亚、台湾，常栖息在潮间带底部砂砾底。